# ダラーラ・SF23
ダラーラ・SF23（Dallara SF23）は、イタリアのレーシングカーコンストラクター、ダラーラが製作したフォーミュラカーである。2023年から、スーパーフォーミュラで使用されている。

## 歴史
スーパーフォーミュラの主催者日本レースプロモーションは、トヨタ・ホンダ・横浜ゴムらと共同でダラーラ・SF19をベースにカーボンニュートラルの実現を目指し、カーボンニュートラル燃料、カーボンコンポジット素材に代わるバイオコンポジット素材、再生可能原料で製造されたタイヤなどを順次テストした。
7回のテストセッションは10,000kmを走行し、その結果が良好であったことから、2023年シーズンから正式に「SF23」を導入することが決定。横浜ゴムの供給するタイヤも、カーボンニュートラル対応のものに切り替わる。
一方で再生可能燃料の導入については同年はひとまず見送ることとされた。
使用された2台のテストカーには虎柄のデザインが施されることから 通称「赤虎」「白虎」と呼ばれ、テストドライバーは「赤虎」は石浦宏明や高星明誠ら、「白虎」は塚越広大らが務めている。

## スペック
新車両はSF19のモノコックを継続使用し、より接近戦を可能にするために、前後のウイング、サイドポッド、フロアに最新のエアロダイナミクスを備えている。ダウンフォースは既存のマシンに比べて約8パーセント減少し、発生するダーティーエアの量も約半分に削減される。
車体の一部には、麻繊維、コルク、リサイクル炭素繊維由来の材料が使用されている。これにより、生産工程での二酸化炭素排出量を75％削減できる。

### シャーシ
- 全長：5,235mm
- 全幅：1,910mm
- 全高：960mm
- ブレーキキャリパー：ブレンボ製 6ポット、ブレンボ製 カーボンディスク
- ホイール：エンケイ製 Fr 10.5J Rr 15.0J
- タイヤ：横浜ゴム製 Fr 270/620R13 Rr 360/620R13
- ギヤボックス：リカルド製6速シーケンシャル、パドルシフト
- 車両重量：677kg以上（ドライバー込み）

### エンジン
- 供給メーカー：ホンダ/M-TEC(HR-417E)、トヨタ/TRD(Biz-01F)
- 気筒数：直列4気筒
- 排気量：2,000cc
- 弁機構：DOHC ギア駆動 吸気2 排気2
- 最高回転数：
- 最大馬力：550馬力以上
- 重量：85kg
- スパークプラグ：チームで異なる
- 燃料：無鉛ハイオクガソリン（サーキットで異なる）
- 潤滑油：チームで異なる

## 各サーキットでのベストラップ
| サーキット               | ラップタイム（ドライバー）                | ラップタイム（ドライバー）        |
| サーキット               | ホンダエンジン                            | トヨタエンジン                    |
| ------------------------ | ----------------------------------------- | --------------------------------- |
| 鈴鹿サーキット           | 1’35.862 （野尻智紀/2024年第1戦）         | 1’35.789 （阪口晴南/2024年第1戦） |
| オートポリス             | 1’26.361 （リアム・ローソン/2023年第4戦） | 1’26.187 （坪井翔/2023年第4戦）   |
| スポーツランドSUGO       | 1’05.244 （野尻智紀/2024年第3戦）         | 1’05.499 （宮田莉朋/2023年第5戦） |
| 富士スピードウェイ       | 1’21.196 （野尻智紀/2023年第2戦）         | 1’21.570 （宮田莉朋/2023年第2戦） |
| モビリティリゾートもてぎ | 1’31.955 （野尻智紀/2023年第7戦）         | 1’32.293 （関口雄飛/2023年第7戦） |

## A2RL仕様
2023年3月、アブダビの先端技術研究評議会（ATRC）のプログラム開発部門『ASPIRE』が、翌年より自動運転車によるレースシリーズ『ABU DHABI AUTONOMOUS RACING LEAGUE』（A2RL）を開催し、そのベース車両としてSF23を採用すると発表した。
A2RL仕様車では、7台の光学カメラ・4基のレーダー・3基のLIDARセンサー・運転制御用コンピュータなどが搭載される一方で、無人運転のためHaloやブレーキランプは不要とされ外されている。エンジンもスーパーフォーミュラとは異なり、ホンダ・シビックタイプRに搭載されているK20C型を独自にチューニングしたもの（約300馬力）が使用される。11月にはドバイ・オートドロームにてダニール・クビアトのドライブによる初期テストが行われ、後に「EAV24」と名付けられた。タイヤはスーパーフォーミュラ同様に横浜ゴムがADVANブランドで供給する。